# Hernan Erps
Hernan Erps war ein mittelalterlicher Bürgermeister (consul regens oder proconsul) in Brilon. Er wurde 1400 urkundlich erwähnt. Bei einem Grundstücksgeschäft über neun Scheffelsaat Eigenland am Ettelsberg beurkundete er den Verkauf.